# Anna Gotz-Więckowska
Anna Maria Gotz-Więckowska (ur. 16 lipca 1959) – polska okulistka, profesor nauk medycznych i nauk o zdrowiu, związana z Katedrą Okulistyki i Kliniką Okulistyczną Wydziału Lekarskiego poznańskiego Uniwersytetu Medycznego (Szpital Przemienienia Pańskiego). Specjalizuje się w okulistyce dziecięcej.

## Życiorys
Studia medyczne ukończyła na poznańskiej Akademii Medycznej. Stopień doktorski uzyskała w 1996 roku na podstawie rozprawy "Wpływ wcześniactwa na późne zmiany w narządzie wzroku u dzieci". Habilitowała się w 2007 roku pracą pod tytułem "Wpływ czynników ryzyka na występowanie, przebieg i wyniki leczenia retinopatii wcześniaków". Tytuł naukowy profesora nauk medycznych i nauk o zdrowiu otrzymała w 2022 roku. Jest członkiem Polskiego Towarzystwa Okulistycznego, Niemieckiego Towarzystwa Okulistycznego, Europejskiego Towarzystwa Okulistów Dziecięcych oraz Europejskiego Towarzystwa Siatkówkowego Euretina.
Specjalizuje się w rozpoznawaniu i leczeniu schorzeń okulistycznych u dzieci, m.in. zeza, schorzeń siatkówki, retinopatii wcześniaków. Publikowała m.in. w Klinice Ocznej.